# Perły Baily’ego

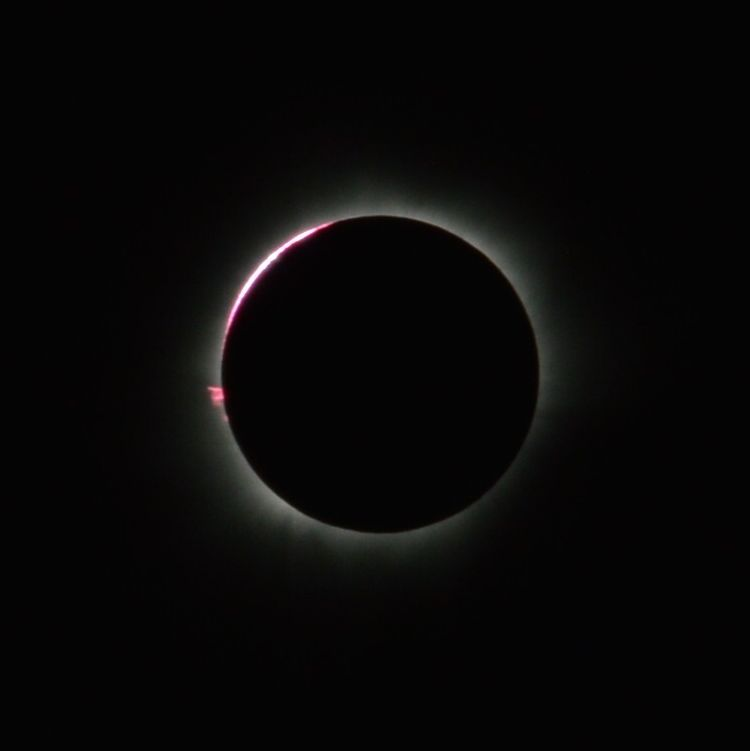
Perły Baily’ego podczas całkowitego zaćmienia Słońca w marcu 2016 roku

Perły (korale) Baily’ego – łańcuch jasnych punktów widocznych czasami podczas zaćmienia Słońca, gdy światło przedostaje się pomiędzy nierównościami na brzegu Księżyca. Zjawisko to zawdzięcza swą nazwę Francisowi Baily’emu, który zaobserwował je 15 maja 1836 roku.